# Aleksandra Sokołowska

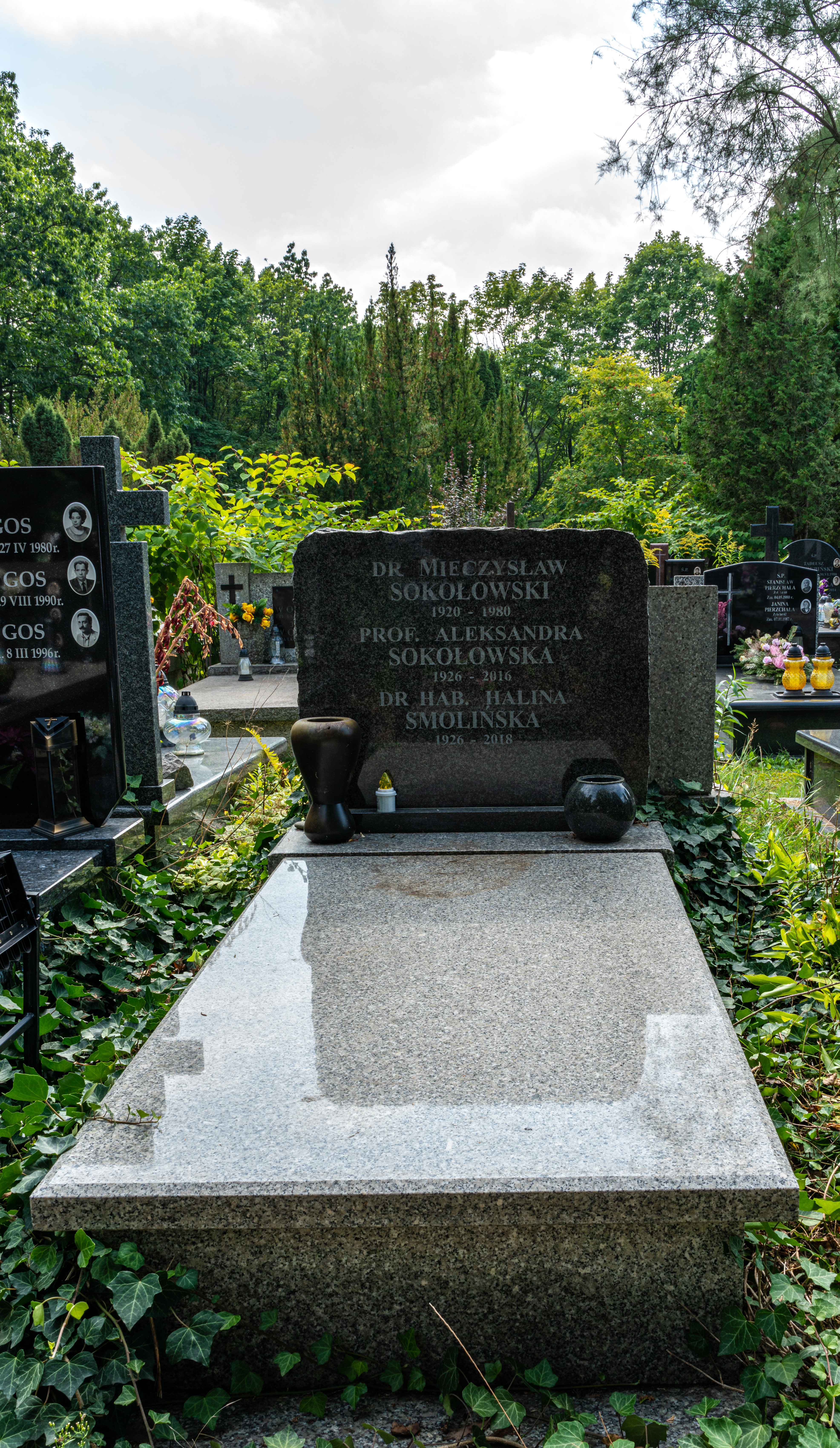
Grób Aleksandry Sokołowskiej na cmentarzu Komunalnym Północnym w Warszawie

Aleksandra Sokołowska (ur. 25 grudnia 1926, zm. 13 lutego 2016) – polska profesor nauk technicznych, specjalność fizyka i chemia materiałów niemetalicznych.

## Życiorys
Była profesorem Wydziału Inżynierii Materiałowej Politechniki Warszawskiej oraz w latach 1980–1981 kierownikiem Zespołu Dydaktyczno-Wychowawczego na tejże Uczelni, a następnie wykładowcą akademickim Instytutu Inżynierii Materiałowej Wydziału Mechanicznego Politechniki Łódzkiej. Specjalizowała się w roli plazmy niskotemperaturowej w syntezie materiałów.
Została odznaczona m.in. Krzyżem Kawalerskim Orderu Odrodzenia Polski, Złotym Krzyżem Zasługi i Medalem Komisji Edukacji Narodowej.
Pochowana na Cmentarzu Komunalnym Północnym w Warszawie.